# Patto italo-sovietico di amicizia e non aggressione
Il Patto italo-sovietico di amicizia e non aggressione (come riportato anche dalle Izvestija) del 2 settembre 1933, venne sottoscritto da Regno d'Italia ed Unione Sovietica, sotto gli auspici dell'allora ambasciatore italiano a Mosca Bernardo Attolico. L'altro protagonista della creazione del trattato fu il ministro sovietico Maksim Maksimovič Litvinov che insieme all'ambasciatore in Italia Vladimir Potëmkin già da tempo lavorava a relazioni internazionali che potessero diminuire l'isolamento dell'URSS nel mondo.
In particolare i vari contatti in essere già dal 1930 erano tesi a favorire il commercio con la stipula di nuovi trattati commerciali tra i due Paesi che superassero le restrizioni precedenti e conseguenti alla Rivoluzione d'ottobre che avevano visto anche l'Italia partecipare alle vicende interne russe, con personale militare e prese di posizione a livello internazionale. Le intenzioni sovietiche erano sin dal 1931 anche di portare lavoratori italiani a prestare la loro opera in Unione Sovietica per lo svolgimento del piano quinquennale, ed effettivamente un certo numero di italiani andò in URSS fino al blocco imposto da Benito Mussolini; tra questi Emilio Guarnaschelli che poi chiese il ritorno in Italia, ma in seguito ad accuse di trotskismo fu arrestato il 2 gennaio 1935. Processato, venne condannato a tre anni di confino per propaganda controrivoluzionaria in base al comma 10 dell'articolo 58 del Codice penale della Repubblica Socialista Sovietica Russa.